# Hida Shuntarō
Hida Shuntarō (jap. 肥田 舜太郎; * 1. Januar 1917 in Hiroshima; † 20. März 2017 in Saitama) war ein japanischer Arzt.

## Leben
Hida Shuntarō war Arzt in der japanischen Armee und arbeitete 1945 im Armeekrankenhaus Hiroshima. Durch einen Zufall – er war zuvor aufgrund eines Notrufs in ein anderes Krankenhaus etwa sechs Kilometer entfernt gefahren – überlebte er den Atombombenabwurf auf Hiroshima am 6. August 1945 und wurde unmittelbar Augenzeuge des Ereignisses. Als einer der ersten Mediziner beschrieb Hida die Auswirkungen einer Kernwaffenexplosion auf den menschlichen Körper.
Über viele Jahre behandelte Hida Atombombenüberlebende (bekannt als Hibakusha) und wurde zum Direktor der Hibakusha-Beratungsstelle. Er beantragte auch eine Entschädigung von der Regierung der Vereinigten Staaten und plädierte für die Abschaffung von Atomwaffen.
Unzufrieden mit den US-amerikanischen Besatzungsbehörden (GHQ/SCAP), die Forschungen in Bezug auf Strahlungskrankheiten untersagten, trat er in die Kommunistische Partei Japans (KPJ) ein. 1955 zog er in die Präfektur Saitama, eröffnete in Gyōda eine Klinik und wurde dort später für die KPJ in den Stadtrat gewählt.
Im Jahr 1989 erschien sein Bericht über die Folgen der Atombombenexplosion in Hiroshima als Buch im Bremer Donat Verlag.
2005 wurde Hida für die BBC-Dokumentation Hiroshima befragt, die am 60. Jahrestag des Atombombenabwurfs gesendet wurde, und seine Erfahrungen wurden in einer dramatischen Rekonstruktion der Ereignisse nachgespielt. Er wurde auch für den Dokumentarfilm White Light/Black Rain des US-amerikanischen Fernsehsenders HBO befragt.

## Filmografie
- 2005: Hiroshima (Fernsehdokumentarfilm)
- 2006: Blessures atomiques (Dokumentarfilm)
- 2007: White Light/Black Rain: The Destruction of Hiroshima and Nagasaki (Fernsehdokumentarfilm)
- 2011: In My Lifetime: A Presentation of the Nuclear World Project (Dokumentarfilm)
- 2015: Als die Sonne vom Himmel fiel (Dokumentarfilm)
- 2016: Hiroshima, Soshite Fukushima (Dokumentarfilm)